# The Hitler Gang
The Hitler Gang è un film-falso documentario statunitense del 1944 diretto da John Farrow, che ripercorre l'ascesa politica di Adolf Hitler. 

## Trama
Nel 1918 un giovane soldato di nome Adolf Hitler si riprende dopo essere stato colpito dai gas asfissianti durante la Prima Guerra Mondiale. Su richiesta dell'esercito, si unisce ai partiti nazionalisti tedeschi, sostenendo la tesi che la Germania ha perso la guerra perché è stata pugnalata alle spalle. Le sue idee fanno presa su larghi strati della popolazione ed egli diventa dittatore del Terzo Reich.